# Kotava
 (janvier 2016).
Le kotava est une langue construite sur des principes de neutralité culturelle. Le nom veut dire dans cette langue « langue de chacun et de tous ». Le slogan du kotava est « un projet humaniste et universel, utopique et réaliste ».

## Histoire
La création du kotava procède d'une réflexion menée depuis 1975 par Staren Fetcey, qui était très impliquée dans l'idée d'une langue subsidiaire internationale de communication entre les différents peuples et individus de la planète. Elle a longtemps étudié les diverses tentatives et projets menés dans ce sens et est arrivée à la conclusion que celle offerte par des langues telles que l'espéranto ou l'ido est une impasse. Fetcey a rejeté leur caractère occidental, notamment au niveau lexical, et voulait concevoir une langue originale et neutre.
Le kotava est né officiellement en 1978 et a subi deux réformes profondes en 1988 et 1993. Depuis cette date, la langue se stabilise et s'appuie sur un lexique de plus de 30 000 radicaux de base. Les évolutions sont contrôlées par un comité linguistique (Kotava Avaneda).
Le kotava a été conçu dans l'optique de devenir langue subsidiaire internationale, sans s'appuyer sur un substrat culturel déterminé et connoté. Il cherche ainsi à présenter les traits suivants :
- un système phonétique simple et prononçable par la majorité des êtres humains ;
- un système grammatical simple, rigoureux, dépourvu d’exceptions. Un ensemble bâti autour de mécanismes et de modes d’expression qui se retrouvent dans la plus grande part des langues de la planète, notamment en ce qui concerne le système verbal ;
- un système morphologique clair dans lequel à chaque élément correspond une fonction ou un rôle bien défini et exclusif, permettant une très large liberté comme pour l’emplacement des mots dans la phrase ;
- une base lexicale totalement inventée et absolument indépendante de toute langue existante ou ayant existé ;
- des radicaux de base clairement identifiés et significatifs. Il n'y a aucun homonyme, et un mot existe pour un objet ou une idée ;
- des mécanismes de dérivation et de composition larges et productifs, permettant à la langue de se développer de façon quasi infinie.

## Phonétique et écriture
| Minuscule | Majuscule | Prononciation API | Prononciation équivalente française     | Exemples (en français) |
| --------- | --------- | ----------------- | --------------------------------------- | ---------------------- |
| a         | A         | /a/               | a                                       | arbre                  |
| b         | B         | /b/               | b                                       | ballon                 |
| c         | C         | /ʃ/               | ch                                      | chien                  |
| d         | D         | /d/               | d                                       | dîner                  |
| e         | E         | /e/               | é                                       | éléphant               |
| f         | F         | /f/               | f                                       | fruit                  |
| g         | G         | /ɡ/               | g                                       | gourde                 |
| h         | H         | /j/               | y (dans les mouillures après l, m et n) | myope                  |
| i         | I         | /i/               | i                                       | issu                   |
| j         | J         | /ʒ/               | j                                       | jeu                    |
| k         | K         | /k/               | k                                       | karting                |
| l         | L         | /l/               | l                                       | lime                   |
| m         | M         | /m/               | m                                       | mou                    |
| n         | N         | /n/               | n                                       | nouveau                |
| o         | O         | /o/               | o                                       | opérer                 |
| p         | P         | /p/               | p                                       | poutre                 |
| r         | R         | /r/               | r                                       | real (en espagnol)     |
| s         | S         | /s/               | s                                       | singe                  |
| t         | T         | /t/               | t                                       | tête                   |
| u         | U         | /u/               | ou                                      | ours                   |
| v         | V         | /v/               | v                                       | ville                  |
| w         | W         | /w/               | w                                       | watt                   |
| x         | X         | /x/               | rh                                      | Bach (en allemand)     |
| y         | Y         | /j/               | y                                       | yen                    |
| z         | Z         | /z/               | z                                       | zone                   |

Pour des raisons de simplicité et de réalisme, le kotava utilise actuellement un système d’écriture fondé sur l’alphabet latin dans lequel chaque lettre correspond à un seul phonème.
Globalement, il s'agit plutôt d'une langue vocalique[réf. nécessaire], mais l'ensemble des combinatoires phonétiques est très large. Tout mot comporte au minimum une voyelle.
Le kotava restitue strictement l'orthographe des noms propres écrits dans un alphabet latin, y compris les lettres qu'il n'utilise pas (le q par exemple) et les divers signes diacritiques potentiels.

### Accent tonique
L'accent se place sur la voyelle précédant la dernière consonne (ou semi-consonne) du mot pour les verbes conjugués à la première personne du singulier, lorsque c'est sur la voyelle finale, qui reçoit un accent noté à l'écrit par un accent grave.
- sur la dernière syllabe pour les mots terminés par une consonne ou une semi-voyelle ;
- sur l'avant-dernière syllabe pour les mots terminés par une voyelle ;
- sur la dernière syllabe pour les premières personnes singulières des verbes (caractérisées par une voyelle finale).

## Morphologie
Le kotava adopte des règles morphologiques très rigoureuses décrites dans un tableau, qui régit les interrelations et règles de dérivation des mots entre eux.
Les différentes parties du discours possèdent chacune une ou plusieurs terminaisons dédiées. Par exemple, dank est un substantif, dankat une forme verbale conjuguée, dankas un participe actif ; rotaf un adjectif, roton un adverbe et tevoy un numéral. La seule exception concerne les interjections, qui sont isolées dans le système.
Le kotava dispose d'un très grand nombre d'affixes, qui jouent un grand rôle et sont fortement utilisés pour exprimer de nombreuses idées ou nuances dérivées. Il existe des affixes dit totaux, qui peuvent concerner n'importe quel mot, et des affixes plus spécialisés à partir des radicaux verbaux, nominaux ou déterminatifs.

### Substantifs et pronoms
Les substantifs et les pronoms sont invariables. Il n'y a aucun système de déclinaison ou de genre. Si l'on souhaite insister sur le sexe d'une personne ou d'un animal, il est possible d'utiliser les suffixes dérivationnels -ye (pour les êtres vivants de sexe masculin) et -ya (pour les êtres vivant de sexe féminin). Avant la réforme de 2008, le pluriel s'exprimait au travers des deux particules interchangeables se et yo. Le kotava possède par ailleurs une règle dite de la « référence euphonique » selon laquelle un déterminatif reçoit une désinence euphonique similaire à celle du substantif ou pronom qu'il qualifie.
Les pronoms personnels sont les suivants :
- jin : je ;
- rin : tu ;
- in : il, elle ;
- min : nous (inclusif) ;
- win : vous ;
- sin : ils, elles ;
- cin : nous (exclusif).

### Verbes
Le système verbal est le pivot du kotava. Il n'y a que trois temps (présent, passé, futur) et quatre modes (indicatif, impératif, conditionnel, participe-relatif), qui sont marqués directement sur le radical. À côté de cela, des mécanismes de voix, aspects, modalités, polarités et sens permettent de rendre des nuances supplémentaires. Un verbe peut se conjuguer sur sept personnes, distinguant deux types de « nous ». La distinction entre tutoiement et vouvoiement n'est pas rendue. Le système verbal possède les terminaisons suivantes :
- 1re personne du singulier : radical + ’ (terminaison vocalique accentuée) ;
- 2e personne du singulier : radical + l ;
- 3e personne du singulier : radical + r ;
- 1re personne du pluriel : radical + t ;
- 2e personne du pluriel : radical + c ;
- 3e personne du pluriel : radical + d ;
- 4e personne du pluriel : radical + v.

## Syntaxe
En kotava, tous les compléments sont introduits par une préposition. Cela vaut également pour les compléments d'objets qui utilisent la préposition dite transitive va. Il n'y a pas de règle stricte pour l'ordre des syntagmes. La forme la plus répandue est cependant du type CSV (complément - sujet - verbe). Par ailleurs :
- une préposition précède le mot qu'elle introduit ;
- les particules verbales précédent le verbe ;
- l'adjectif épithète précède le substantif ou le pronom qu'il qualifie ;
- le sujet précède le verbe ;
- un adverbe précède le mot auquel il se rapporte ;
- le complément d’objet verbal précède le verbe ;
- le complément d’objet nominal suit le substantif qu’il complète ;
- les compléments pronominaux précédent généralement le verbe.

## Littérature
Dans le roman Les Tétraèdres de Yurani Andergan, vaste fresque historico-fantastique, le kotava est la langue qu'auraient parlée les Néandertaliens et transmise de façon secrète à leurs descendants pendant de nombreuses générations et qui est déclamée par certaines héroïnes sous forme de longues chansons ou d'oracles (traductions en annexes du roman).
Il existe une activité de traduction d'œuvres de la littérature mondiale en kotava. Des œuvres des auteurs suivants ont été traduites : Guy de Maupassant, Émile Zola, Octave Mirbeau, Luigi Pirandello, James Joyce, Fiodor Dostoïevski, Oscar Wilde, Katherine Mansfield, Stefan Zweig, Anton Tchekhov, Prosper Mérimée, Victor Hugo, Molière, Khalil Gibran, Selma Lagerlöf, etc.

## Exemple de texte
« 1-eaf teliz ke Tamef Dakteks va Ayikrokeem

Kot ayik sokoblir nuyaf is miltaf gu bagaliuca is rokeem. Va ova is jiluca in sodigir isen kottan is artan va sint beron gotegid. »
« Article premier de la Déclaration universelle des droits de l'homme
Tous les êtres humains naissent libres et égaux en dignité et en droits. Ils sont doués de raison et de conscience et doivent agir les uns envers les autres dans un esprit de fraternité. »